# Осборн (округ, Канзас)
Шаблон:StateAbbr_ 39°31′57″ пн. ш. 98°39′54″ зх. д. / 39.5325° пн. ш. 98.665° зх. д.
Округ Осборн (англ. Osborne County) — округ (графство) у штаті Канзас, США. Ідентифікатор округу 20141.

## Історія
Округ утворений 1867 року.

## Демографія
За даними перепису 
2000 року 
загальне населення округу становило 4452 осіб, усе сільське.
Серед мешканців округу чоловіків було 2190, а жінок — 2262. В окрузі було 1940 домогосподарств, 1208 родин, які мешкали в 2419 будинках.
Середній розмір родини становив 2,9.
Віковий розподіл населення поданий у таблиці:
| Стать    | До 15 років | 15-21 | 22-29 | 30-39 | 40-49 | 50-65 | 65-85 | Понад 85 |
| -------- | ----------- | ----- | ----- | ----- | ----- | ----- | ----- | -------- |
| Чоловіки | 447         | 200   | 131   | 243   | 362   | 350   | 387   | 70       |
| Жінки    | 401         | 164   | 121   | 250   | 304   | 335   | 522   | 165      |

## Суміжні округи
- Сміт — північ
- Джуелл — північний схід
- Мітчелл — схід
- Лінкольн — південний схід
- Расселл — південь
- Елліс — південний захід
- Рукс — захід

## Виноски
1. ↑  U.S. Decennial Census. United States Census Bureau. Архів оригіналу за 26 квітня 2015. Процитовано 27 липня 2014.
2. ↑  Historical Census Browser. University of Virginia Library. Архів оригіналу за 30 травня 2019. Процитовано 27 липня 2014.
3. ↑  Population of Counties by Decennial Census: 1900 to 1990. United States Census Bureau. Архів оригіналу за 5 червня 2019. Процитовано 27 липня 2014.
4. ↑  Census 2000 PHC-T-4. Ranking Tables for Counties: 1990 and 2000 (PDF). United States Census Bureau. Архів оригіналу (PDF) за 18 грудня 2014. Процитовано 27 липня 2014.
5. ↑  State & County QuickFacts. United States Census Bureau. Архів оригіналу за 6 серпня 2011. Процитовано 27 липня 2014.(англ.) Наведено за англійською вікіпедією.
6. ↑  American FactFinder. Бюро перепису населення США. Архів оригіналу за 26 лютого 2012. Процитовано 31 січня 2008.

| США | Це незавершена стаття з географії США. Ви можете допомогти проєкту, виправивши або дописавши її. |